# Amblypodia palowna
Amblypodia palowna är en fjärilsart som beskrevs av Otto Staudinger 1889. Amblypodia palowna ingår i släktet Amblypodia och familjen juvelvingar. Inga underarter finns listade i Catalogue of Life.